# Pięciobój lotniczy na Światowych Wojskowych Igrzyskach Sportowych 2019
Pięciobój lotniczy na Światowych Wojskowych Igrzyskach Sportowych 2019 rozgrywany był na obiektach Aeronautical Pentathlon (Flying) Competition Venue w chińskim Wuhanie w dniach 19–24 października 2019 roku podczas światowych igrzysk wojskowych. Zawody zdominowali piloci gospodarzy zdobywając 9 medali (w tym 5 złote, 2 srebrne i 2 brązowe).

## Harmonogram
| Październik 2019    | 18 Pi | 19 So | 20 Nd | 21 Po | 22 Wt | 23 Śr | 24 Cz | 25 Pi |
| ------------------- | ----- | ----- | ----- | ----- | ----- | ----- | ----- | ----- |
| Pięciobój lotniczy. |       | 1     |       |       |       |       | 4     |       |

Legenda
|  | Dzień zawodów | 1 | Finał (ilość) |

## Konkurencje
- Kobiety – indywidualnie, drużynowo
- Mężczyźni – indywidualnie, drużynowo
- Nawigacja lotnicza (po trójkącie na małej wysokości)

W skład pięcioboju lotniczego wchodzą
- bieg na orientację (posługując się mapą i kompasem)
- piłka koszykowa (drybling i rzuty do kosza)
- pływanie
- strzelanie (pistolet)
- szermierka

## Medaliści
| Konkurencja:            | Złoto                                               | Srebro                                                                     | Brąz                                                                              |
| Nawigacja lotnicza      | Liao Weihua · Chiny                                 | Frederico Brito · Brazylia                                                 | Mikko Honkasalo · Finlandia                                                       |
| Indywidualnie kobiety   | He Haoqin · Chiny                                   | Cheng Xin · Chiny                                                          | Wang Jia · Chiny                                                                  |
| Indywidualnie mężczyźni | Li Rui · Chiny                                      | Li Minghao · Chiny                                                         | Ye Bangwu · Chiny                                                                 |
| Drużynowo kobiety       | Chiny · He Haoqin · Cheng Xin · Wang Jia            | Brazylia · Mayara Silva · Ellen Souza · Mariana Laporte                    | Norwegia · Anniken Milhahn · Ane Thea Kristoffersen · Stine Sjo                   |
| Drużynowo mężczyźni     | Chiny · Xu Wenfan · Li Minghao · Li Rui · Ye Bangwu | Brazylia · Andre Kuroswiski · Joel Belo · Frederico Brito · Ariel Kaczmark | Finlandia · Lauri Lappalainen · Kari Korhonen · Ville Rosenlund · Mikko Honkasalo |

## Klasyfikacja medalowa
* Gospodarz zawodów został zaznaczony tym kolorem.
| Miejsce            | Reprezentacja      | Złoto | Srebro | Brąz | Razem |
|                    |                    |       |        |      |       |
| 1                  | Chiny *            | 5     | 2      | 2    | 9     |
| 2                  | Brazylia           | 0     | 3      | 0    | 3     |
| 3                  | Finlandia          | 0     | 0      | 2    | 2     |
| 4                  | Norwegia           | 0     | 0      | 1    | 1     |
| Ogółem (4 państwa) | Ogółem (4 państwa) | 5     | 5      | 5    | 15    |

Źródło: